# Antonio Corral Fernández
Antonio Corral Fernández (1949, Astúries) és un fotògraf i editor asturianocatalà. Va néixer a Astúries i posteriorment es va traslladar a viure a Barcelona. Poc abans d'arribar a la ciutat, començà a dedicar-se a la fotografia. Estudià un curs de reportatge en el Centre Internacional de Fotografia, on perfeccionà els seus coneixements. Fins aleshores, la seva activitat dins aquest art la va fer sempre com a aficionat. Des de l'any 1985 és director de l'escola de fotografia Gris_Art, on exerceix la docència. Funda i dirigeix també una editorial especialitzada en fotografia. És autor de diversos llibres de fotografia, com Els Encants i la seva gent, Barcelona 1982; Mirades de la plaça Reial, Barcelona, 1983; El Rastro, Barcelona, 1984; El laboratorio blanco y negro. Procesado del negativo y copiado, Barcelona, 2001, entre d'altres.